# Diana, Madagaskar

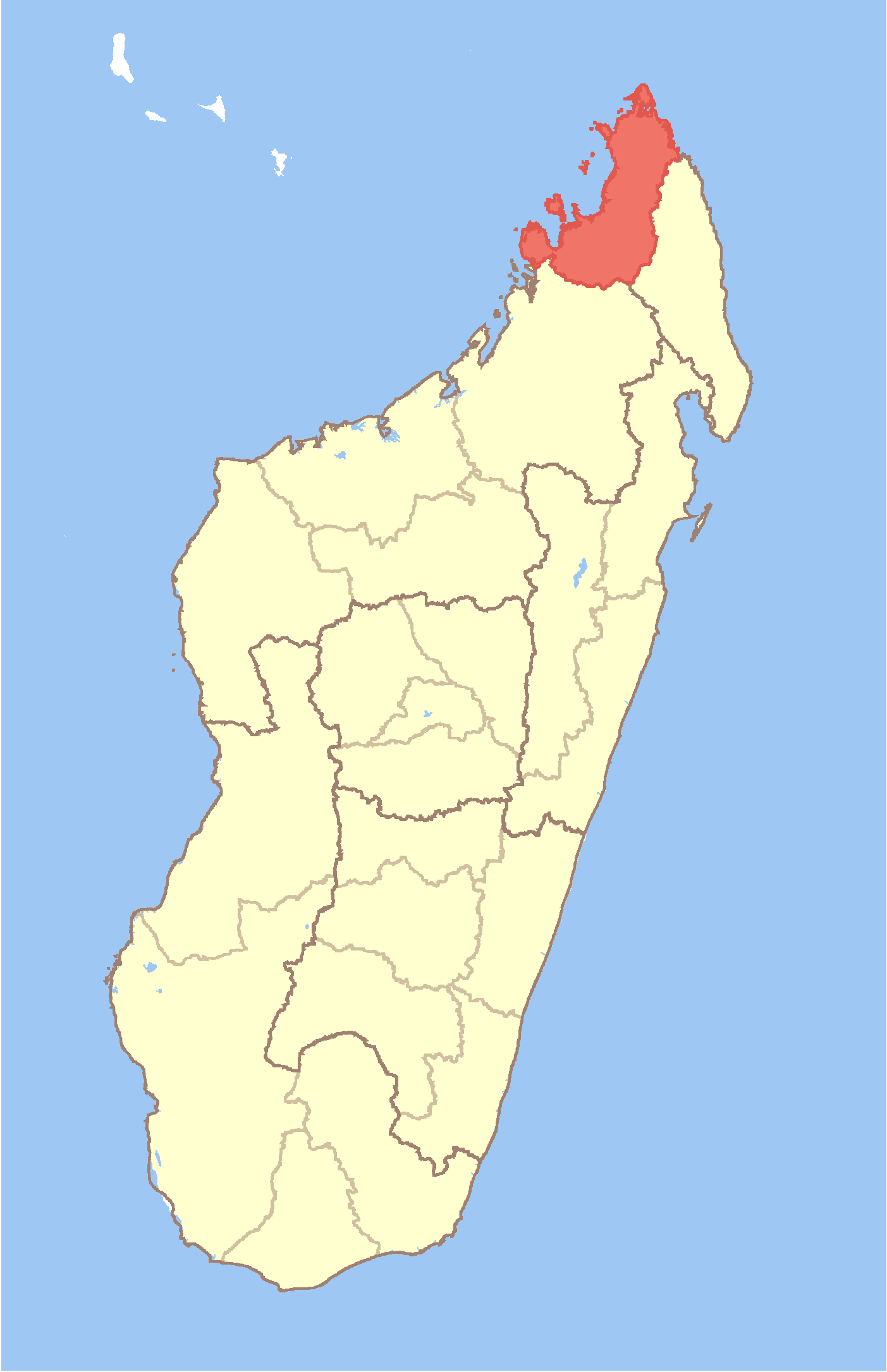
Diana

Diana är en av Madagaskars 22 regioner (faritra), Diana är också den som sträcker sig längst norrut. Regionen har en yta på 19 266 km² samt en befolkning på 485 800 personer (2004), jämfört med 447 155 invånare år 2001.

## Geografi
Regionens huvudstad är den samma som för regionens provins, det vill säga provinsen Antsirananas Antsiranana, som ligger på Madagaskars nordligaste spets. Staden har omkring 80 000 invånare (2005), vilket alltså inte utgör en särskilt stor del av regionens befolkning. Provinsens befolkning på cirka 1,3 miljoner invånare (2004) ger således den större delen av befolkningen till grannregionen Sava, som också har en något större yta på 25 518km².
Strax söder om Antsiranana ligger det 1 475 meter höga berget Ambohitra som är en del av Tsaratanana-massivet, åt andra håll skapar massivet även landets högsta berg, Maromokotro. Massivet skiljer i stort sett den norra delen från resten av landet, men skapar också en hamn i Antsiranana.  Ambohitra är till stor del avskogat på grund av odlingar och betesmarker, vilket leder till problem med erosion som i så många andra delar av landet.

### Administrativ indelning
Regionen kommer hösten 2009, tillsammans med landets övriga regioner, att ta över provinsernas makt. Därmed kommer Antsiranana underordnas av Diana gemensamt med regionen Sava. Regionen är i sin tur uppdelad i fem distrikt (fivondronana):
- Ambanja
- Ambilobe
- Antsiranana I
- Antsiranana II
- Nosy Be, där Andoany är huvudort